# Alexander Gennadjewitsch Krasnow
Alexander Gennadjewitsch Krasnow (russisch Александр Геннадьевич Краснов; * 7. April 1960 in Leningrad) ist ein ehemaliger sowjetischer Radrennfahrer und Olympiasieger im Radsport.

## Sportliche Laufbahn
Krasnow war im Bahnradsport und im Straßenradsport aktiv. Er war Teilnehmer der Olympischen Sommerspiele 1980 in Moskau. In der Mannschaftsverfolgung gewann der sowjetische Bahnvierer mit Alexander Krasnow, Wladimir Ossokin, Wiktor Manakow, Witali Petrakow und Waleri Mowtschan die Goldmedaille.
Bei den Bahnradsport-Weltmeisterschaften der Junioren 1978 hatte er Gold in der Mannschaftsverfolgung gewonnen. Bei den Bahnradsport-Weltmeisterschaften 1982 holte er den Titel in der Mannschaftsverfolgung mit Konstantin Chrabzow, Waleri Mowtschan und Sergeï Nikitenko. 1987 gewann er erneut den Weltmeistertitel, 1981 hatte er Silber gewonnen, 1985 und 1986 die Bronzemedaille.
Den nationalen Titel in der Mannschaftsverfolgung gewann Krasnow 1978, 1981 und 1986. 1981 wurde er Meister in der Einerverfolgung.
Im Straßenradsport konnte Krasnow einige Erfolge verbuchen. 1986 siegte er im Giro Ciclistico d’Italia. Etappensiege holte er in der Olympia’s Tour, in der Österreich-Rundfahrt, in der Belgien-Rundfahrt für Amateure, in der Vuelta al Táchira. In Etappenrennen belegte er zweite Plätze in der Gesamtwertung 1982 in der Olympia’s Tour hinter dem Sieger Gerard Schipper, 1983 in der Schweden-Rundfahrt, 1984 in der Österreich-Rundfahrt. 1990 wurde er Berufsfahrer im Radsportteam Lada.